# Carl Perkins
Pour les articles homonymes, voir Carl Perkins (pianiste) et Perkins.
 (mai 2009).
Si vous disposez d'ouvrages ou d'articles de référence ou si vous connaissez des sites web de qualité traitant du thème abordé ici, merci de compléter l'article en donnant les références utiles à sa vérifiabilité et en les liant à la section « Notes et références ».
Carl Perkins, né le 9 avril 1932 à Tiptonville au Tennessee et mort le 19 janvier 1998 à l'âge de 65 ans, est un auteur, compositeur, chanteur, guitariste américain de rock 'n' roll et accessoirement acteur. Il écrit plusieurs standards de la musique populaire du XXe siècle, parmi lesquels Blue Suede Shoes, et qui seront notamment repris par Elvis Presley ou les Beatles.

## Biographie
Carl est issu d'un milieu agricole où il commence à travailler tout jeune dans les champs de coton avec des ouvriers Noirs. Le jour, il y apprend le gospel et, la nuit, il écoute du blues et de la country sur des radios locales. Il y apprend aussi la guitare en autodidacte.
Au début des années 1950, il forme avec ses frères Jay B. et Clayton un trio de musique country, les « Perkins Brothers ».
En 1954, le single d’Elvis Presley (Blue Moon of Kentucky), entendu souvent à la radio, le pousse à tenter sa chance auprès de Sam Phillips, patron de Sun Records. Ses tout premiers enregistrements sont des ballades. Sam Phillips vend le contrat d'Elvis à RCA, misant sur Perkins pour le remplacer.
En 1955, Carl Perkins possédait une paire de chaussures en daim bleu. Il y tenait particulièrement et craignait qu'on ne les abîme en lui marchant sur les pieds. Il compose une chanson inspirée de ses chaussures et enregistre le 19 décembre 1955, Blue Suede Shoes qui devient son véritable premier hit, mais aussi un hymne pour la jeunesse. Prouesse supplémentaire, il s’impose en simultané dans les « charts » rhythm and blues, pop et country. La face B de Blue Suede Shoes, la chanson Honey Don't, est considérée comme le deuxième plus grand hit de Perkins. Les deux tubes seront par la suite repris par Elvis Presley.

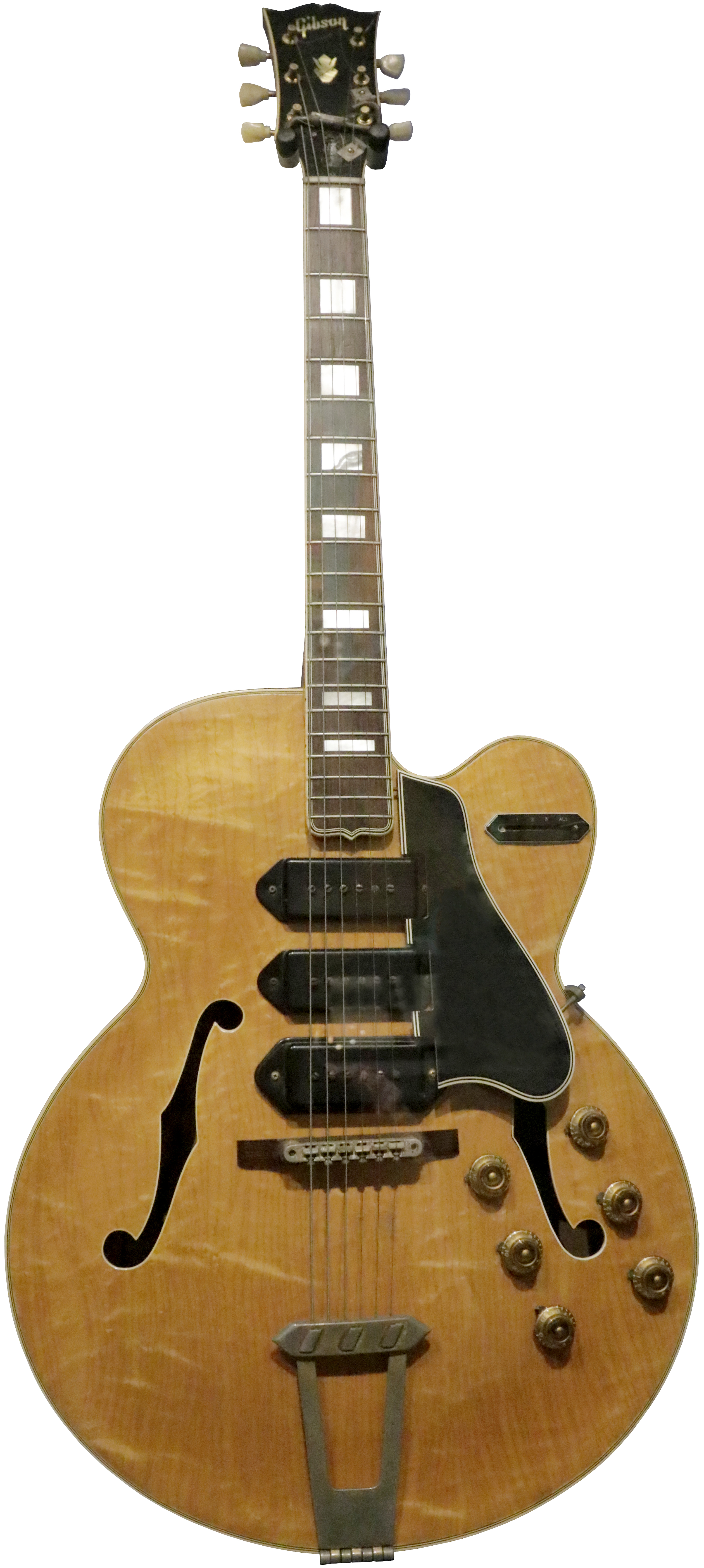
Guitare Gibson ayant appartenu à Carl Perkins (Rock and Roll Hall of Fame, Cleveland, Ohio)

Devenu virtuose à la guitare, il mélange picking, rapidité et accords dévastateurs. Grâce à lui, le rockabilly gagne ses lettres de noblesse. Alors au faîte de sa gloire, il est victime d'un accident de voiture alors qu'il se rend à New York pour participer à l'émission de télévision de Perry Como. Son manager meurt dans l'accident. Carl Perkins, qui a échappé de peu à la mort, passe plusieurs mois à l’hôpital entre déprime et télégrammes de Presley, qui enregistre à ce moment-là sa propre version de Blue Suede Shoes.
Le 4 décembre 1956, il enregistre Matchbox aux studios Sun, inspiré d'un blues de Blind Lemon Jefferson. Ses deux frères l'accompagnent, ainsi que le jeune Jerry Lee Lewis. Johnny Cash est également présent dans le studio, quand Elvis Presley fait une brève apparition. Les quatre chanteurs se retrouvent naturellement autour du piano pour improviser quelques airs traditionnels. Sam Phillips, qui flaire le bon coup, laisse les micros allumés à leur insu. Cet enregistrement historique sera finalement publié après la mort d'Elvis, sous le titre The Million Dollar Quartet.
En 1958, malgré son alcoolisme chronique, Perkins signe chez Columbia pour quelques hits mineurs. Il sort Whole Lotta Shakin', un album de reprises. Son frère Jay meurt d'une tumeur au cerveau.
Sa rencontre avec Johnny Cash et sa participation au show télévisé de ce dernier lui permettent de se reconstruire, alors qu'il avait quitté le métier. Le déroulement de leurs carrières est identique (départ et retour à la country, batailles gagnées contre l’alcool et les drogues). Il signe un contrat discographique et abandonne un rockabilly mourant pour des écarts country puis rock. Il écrit Daddy Sang Bass pour Johnny Cash qui obtient un grand succès en 1969.
Il décide de former un groupe avec ses fils Stan et Greg, et de monter son propre label baptisé « Suede ». Au début des années 1980, il réalise des sessions avec Paul McCartney et se produit avec Jerry Lee Lewis, Johnny Cash et Roy Orbison. L’Angleterre, terre d’asile pour les rockers américains, l’acclame. Il participe aussi à un duo avec Johnny Hallyday en 1984 sur l'album Spécial Enfants du Rock de ce dernier. En 1987, il est intronisé au Rock and Roll Hall of Fame.
Gros fumeur, traité pour un cancer de la gorge en 1993, il continue d’écrire, de s’occuper de ses deux restaurants et de sa fondation pour les enfants battus.
Le dernier album de Carl Perkins, Go Cat Go!, en 1996, comporte de nouvelles collaborations avec notamment Paul Simon, John Fogerty, Tom Petty, Bono et tous les membres des Beatles encore vivants à l'époque.
Il meurt en 1998 à la suite d'une rechute de son cancer de la gorge, après plusieurs mois de souffrance. Il est enterré au cimetière de Ridgescrest à Jackson (Tennessee).

## Influence
En 1964, alors qu’il est en tournée au Royaume-Uni avec Chuck Berry, les Beatles déclarent dans une interview combien son influence a été décisive sur leurs compositions. Ils ont repris trois de ses chansons sur leurs disques, Matchbox, Honey Don't et Everybody's Trying To Be My Baby, et en ont enregistré quatre autres qui seront publiées après la séparation du groupe. Le 1er juin 1964, il assiste dans les studios d'Abbey Road à leur enregistrement de Matchbox.
Ses compositions ont également été reprises par Elvis Presley, Ricky Nelson, Eddie Cochran, Vince Taylor, Johnny Burnette, Link Wray, Patsy Cline, Dolly Parton, Mountain, Eric Clapton ou encore The Stray Cats.

## Discographie

### Albums studio
- Dance Album (1957)
- Whole Lotta Shakin' (1958)
- Country Boy's Dream (1967)
- On Top (Columbia, 1969)
- My Kind of Country (Mercury, 1973)
- Ol' Blue Suede's Back (1978)
- Country Soul (1979)
- Disciple in Blue Suede Shoes (1984)
- Born to Rock (1989)
- Friends, Family & Legends (1992)

### Collaborations
- Boppin' the Blues (1970, avec NRBQ)
- The Survivors (1982, avec Jerry Lee Lewis, et Johnny Cash)
- Get it (1982, avec Paul McCartney)
- Class of '55 (1986, avec Roy Orbison, Jerry Lee Lewis, et Johnny Cash)
- The Million Dollar Quartet (1990, avec Elvis Presley, Jerry Lee Lewis, et Johnny Cash)
- 706 Re-Union (1990, avec Scotty Moore)
- Carl Perkins & Sons (1993, avec ses fils Greg et Stan)
- Go Cat Go! (1996, avec John Lennon, George Harrison, Eric Clapton, etc)

### Albums Live
- The Carl Perkins Show (1976)
- Live at Austin City Limits (1981)
- The Silver Eagle Cross Country: Carl Perkins Live (1997)
- Live at Gilley's (1999)
- Live (2000)
- Blue Suede Shoes: A Rockabilly Session (2006)

### Albums gospels
- Rock 'N Gospel (1979)
- Cane Creek Glory Church (1979)
- Gospel (1984)

### Compilations
- Carl Perkins' Greatest Hits (1969)
- Original Golden Hits (1969)
- Mr. Country Rock (Demand, 1977)
- That Rockin' Guitar Man (1981)
- Presenting Carl Perkins (Accord, 1982)
- Every Road (Joker, 1982)
- Goin' Back to Memphis (Joker, 1982)
- Boppin' the New Bleus (1982)
- Born to Boogie (O'Hara Records, 1982)
- This Ole House (1982)
- Presenting (1982)
- The Heart and Soul of Carl Perkins (Allegiance, 1983)
- Carl Perkins (Dot, 1985)
- Original Sun Greatest Hits (1986)
- Up Through the Years 1954–57 (1986)
- Country Boy's Dream - The Dollie Masters (Bear Family, 1991)
- Take Me Back (1993)
- Back on Top - (Bear Family, 2000; 4 CD)

### Participations
- Judds: Greatest Hits Volume II (1991)
- Philip Claypool: Perfect World (1999)

## Filmographie
- 1985 : Série noire pour une nuit blanche de John Landis. Joue le personnage de M. Williams. David Bowie, Jeff Goldblum et Michelle Pfeiffer jouent aussi dans ce film.
- 2011 : Elvis: The Great Performances de Andrew Solt. Joue son propre rôle.